# Humboldtmühle

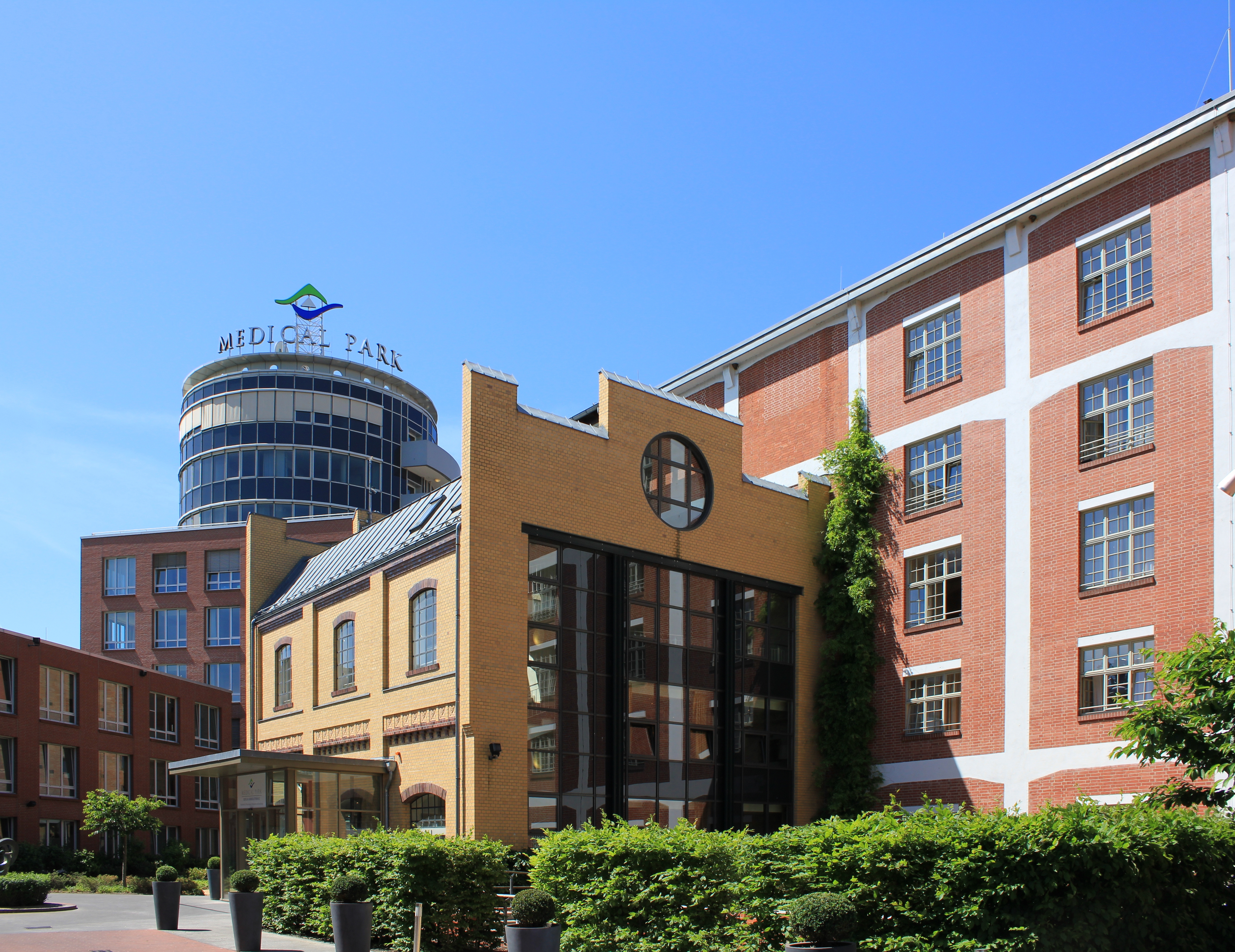
Eingangsbereich der Fachklinik mit dem Nachbau des Kesselhauses und ganz rechts dem Mehlspeicher von 1911/1912

Die Humboldtmühle (auch: Humboldt-Mühle; ⓘ) im Berliner Ortsteil Tegel (Bezirk Reinickendorf) war eine Großmühle, die auf eine erstmals 1361 erwähnte historische Mühle zurückgeht. In den Jahren 1989 bis 1992 wurden die Gebäude zu einem Hotel- und Bürokomplex umgebaut und erweitert. Sie werden heute als Fachklinik genutzt. Das Bauensemble ist als Gesamtanlage denkmalgeschützt.

## Lage
Die Humboldtmühle liegt am nördlichen Rand von Alt-Tegel, südöstlich vom Schloss Tegel, unmittelbar an der Mündung des Tegeler Fließes in den Tegeler See. Das Tegeler Fließ unterquert das Hauptgebäude der Mühle.

## Geschichte

### 13. bis 19. Jahrhundert
Die Tegeler Wassermühle (molendium) wurde 1361 erstmals urkundlich erwähnt, entstand aber wahrscheinlich bereits im 13. Jahrhundert. Wegen des landesherrlichen Mühlenzwangs hatte sie für Tegel große wirtschaftliche Bedeutung; 1375 stammte fast die Hälfte des Tegeler Steueraufkommens von der Mühle. Sie war über Wege – meist „Mühlenweg“ genannt – von Heiligensee, Hermsdorf, Dalldorf (heute: Wittenau) und Reinickendorf zu erreichen. Der Markgraf verkaufte die Mühle 1361 an den Berliner Bürger Johann Wolf, und dieser verkaufte sie im selben Jahr weiter an das Benediktinerinnenkloster Spandau. Nach der Aufhebung des Klosters in Folge der Reformation gliederte Kurfürst Joachim II. 1552 die Mühle an das Gut Tegel an, um 1580 wurde die Mühle um eine Schneidemühle erweitert.
Im Jahr 1693 wurden Mühle und Gut getrennt, Kurfürst Friedrich III. erwarb die Mühle und versteigerte sie. Es kam zu mehreren Besitzerwechseln, 1776 kam sie wieder in den Besitz der Gutsherrschaft, damals Alexander Georg von Humboldt. Als 1810 der Mühlenzwang in Preußen abgeschafft und die Gewerbefreiheit eingeführt wurden, verschlechterte sich aufgrund der Konkurrenzsituation die wirtschaftliche Lage auch der Tegeler Mühle, obwohl sie bis dahin eine der größten der elf Wassermühlen des Niederbarnim war. Die Folge waren weitere Besitzerwechsel. 1834 brannten die Gebäude ab und wurden von Besitzer Treskow an gleicher Stelle wiederaufgebaut.
Eine neue wirtschaftliche Grundlage erhielt die Mühle nach dem Kauf durch den Mühlenmeister Johann Gottfried Thießen und seinen Teilhaber Karl Friedrich Henning 1847. Sie wurde 1848 mit einer 20 PS starken Dampfmaschine zur Dampfmühle und erhielt 1851 mit der Vertiefung des Fließes eine schiffbare Verbindung zum Tegeler See.

### „Humboldt-Mühle“ ab 1887
Von 1887 an erweiterten die Unternehmer Cohn & Rosenberg die Anlage zu einer Großmühle, die sie „Humboldt-Mühle“ nannten, ab 1893 in der Rechtsform der Humboldtmühlen-AG. Die Schneidemühle wurde vermutlich um 1910 aufgegeben. Ein Großbrand zerstörte 1912 viele der Gebäude, sodass 1913 das noch heute erhaltene Mühlengebäude über dem Tegeler Fließ entlang der Schlossstraße (heute: An der Mühle) erbaut wurde. Das 1906 errichtete Mühlenhaus wurde mit einer 100 PS starken Dampfmaschine ausgestattet, die die Tagesmahlleistung auf 180 Tonnen steigerte. Die Humboldtmühle gehörte damit zu den mittelgroßen Mühlen in Berlin. Zum Güterbahnhof Tegel bestand jetzt ein Gleisanschluss, der 1978/1980 aufgegeben werden musste. Ab 1924 beteiligten sich die Victoria-Mühlenwerke an der Humboldtmühlen-AG und gliederten sie 1930 in ihr Unternehmen ein. Sie betrieben die Mühle bis zur Einstellung des Betriebes 1988.
Ein weiterer Großbrand zerstörte 1937 den Getreidespeicher, der 1939/1940 neu gebaut wurde und bis heute besteht.
Den Zweiten Weltkrieg überstand die Mühle ohne Beeinträchtigung. Nach dem Krieg bekam sie eine wichtige Funktion zur Versorgung der Bevölkerung von West-Berlin. Durch Mehrschichtbetrieb konnte die Tagesleistung auf 360 Tonnen verdoppelt werden, auch die Belegschaft vergrößerte sich auf 105 Beschäftigte, wurde aber durch Rationalisierung bis in die 1960er Jahre auf 60 verringert. Die Kraftversorgung wurde auf Fremdstrom umgestellt. War bisher das Mehl in Einheiten von 50 oder 100 Kilogramm abgegeben worden, ermöglichten ab 1964 ein vollautomatisches, elektrisch gesteuertes Mehlsilo und eine Verpackungsanlage mit einer Kapazität von 3500 Kilogramm Mehl pro Stunde die lose Abgabe oder die Verpackung in kleineren Einheiten. Die Anlieferung des Getreides erfolgte per Lkw und per Schiff. Durch einen 1987 erbauten Stichkanal zum Tegeler Hafen konnten Lastkähne in der Europa-Norm von 1000 Tonnen die Mühle erreichen.
Vor der Stilllegung 1988 hatte die Humboldtmühle eine Tagesleistung von 350 Tonnen Getreide, die in 21 Weizen- und 11 Roggenstühlen gemahlen werden konnten. In der neuen Beutelei konnten pro Stunde 6100 Tüten à ein Kilogramm abgefüllt werden.
Da der Betrieb der Mühle wegen gestiegener Personalkosten und veralteter Betriebstechnik nicht mehr rentabel war, wurde er 1988 eingestellt. Gelände und Bauten wurden von dem Unternehmer Ernst Freiberger erworben, der das Ensemble in den Jahren 1989 bis 1992 in enger Abstimmung mit den zuständigen Behörden und dem Landeskonservator zu einem „Büro- und Hotel-Centrum“ mit 15.000 m² Bürofläche und 125 Hotelzimmern um- und neubaute.

## Gebäude

### Gebäude des 19. Jahrhunderts
In der 1834 nach Brand neugebauten Mühlenanlage lag nordwestlich des Tegeler Fließes die aus Stein gebaute und mit Ziegeln gedeckte Mahlmühle und südöstlich der Holzbau der Schneidemühle, dazwischen das große unterschlächtige Mühlrad. Im Zuge der Umstellung auf Dampfkraft wurde 1847/1848 ein Kesselhaus mit Schornstein gebaut, das 1875 erweitert und erhöht wurde. Im selben Jahr wurde ein zweiter, dreigeschossiger Mehlspeicher und 1879 ein dreigeschossiger dritter in Holzfachwerkkonstruktion gebaut, 1878 entstand auf der gegenüberliegenden Seite der Straße nach Kremmen ein Büro- und Lagerhaus mit Mehlabgabe, das beim Brand 1912 zerstört und nicht wieder aufgebaut wurde. Wiederholt kam es zu Umbauten am vorhandenen Gebäudebestand. Als Cohn & Rosenberg den Betrieb 1887 übernahmen, bauten sie ein viergeschossiges ziegelverblendetes Mühlengebäude entlang der Straße nach Kremmen und parallel zum Fließ ein Maschinen- und Kesselhaus mit Schornstein. Das Fließ überbrückten sie südlich an der Rückseite durch einen Steg, der 1911 durch eine eiserne Laufbrücke ersetzt wurde. Die Bauten wurden ausgeführt durch die Firma H. Simon & Co. in Berlin.
Westlich von dem Mühlengebäude befindet sich ein erhaltenes spätklassizistisches „Beamten-Wohnhaus“ mit Villenturm für höhere Direktionsangehörige im Villen- und Burgenstil, das vermutlich 1848 erbaut wurde und somit das älteste erhaltene Gebäude der Humboldtmühle ist. Es weist Stilmerkmale der Berliner Schinkelschule auf.

### Gebäude des 20. Jahrhunderts
Das 1906 gebaute Kessel- und Maschinenhaus mit Pferdestall und Transmissionshaus (Architekten: Baugeschäft Feit und Hallert, Berlin) bildete eine zunächst eingeschossige Baugruppe aus ziegelverblendetem Mauerwerk in der Formensprache der märkischen Backsteingotik, die später in mehreren Etappen aufgestockt wurde. Die Dachträger waren in Eisenfachwerk ausgeführt, die Gebäude hatten eine längslaufende Lüftungshaube. 1911/1912 wurde unmittelbar östlich des Fließes an der Stelle der Kraftanlage von 1887 ein fünfstöckiger Mehlspeicher mit Lagerkeller errichtet, der Schornstein des Maschinenhauses blieb erhalten und wurde 1927 von 39 auf 50 Meter erhöht. Das noch bestehende Speichergebäude nach Plänen der Berliner Architekten H. Enders und Julius Lichtenstein ist ein Zweckbau in Eisenbeton-Skelettkonstruktion mit Ziegelausfachungen, einem flach geneigten Pultdach und großformatigen, fast quadratischen Fenstern mit Sprossen. Im Innern ermöglichen zwei Reihen polygonaler Eisenbetonsäulen, die auf Holzpfahlgruppen mit Betonplatten unter den Säulen gegründet sind, eine Deckenbelastung von 1220 kg/m². 1912 erhielt der Mehlspeicher an der Südseite eine überdeckte Beton-Laderampe zum Gleisanschluss.

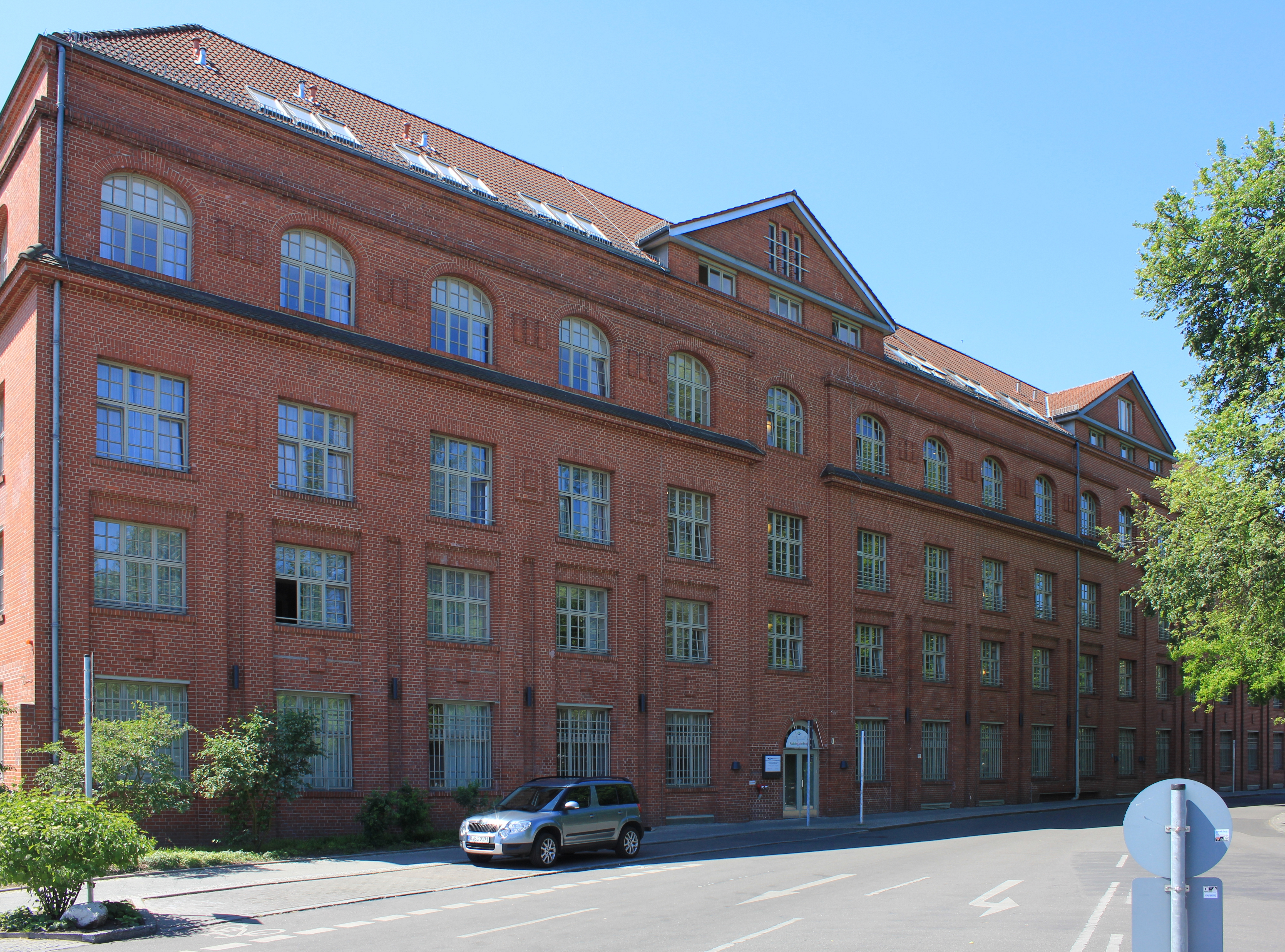
Mühlengebäude von 1913 (Architekten: H. Enders & Julius Lichtenstein)

Nach dem Brand von 1912 wurde 1912/1913 das langgestreckte viergeschossige Mühlengebäude an der Schlossstraße in mit roten Ziegeln verblendetem Mauerwerk errichtet; die Architekten waren wiederum H. Enders und Julius Lichtenstein. Es handelt sich um einen 17-achsigen Mauerpfeilerbau, der deutlich horizontal und vertikal gegliedert ist. Das obere Geschoss ist durch ein gurtziegelgedecktes Gurtgesims und Korbbogenfenster akzentuiert. Drei Frontispize (Giebeldreiecke) – zwei zur Straßenseite, eines zur westlichen Schmalseite – verleihen dem Gebäude eine gewisse Repräsentativität in die Richtung des nahen Herrenhauses Tegel.
Das Mühlengebäude enthielt mehrere Funktionsbereiche: im westlichen Seitenflügel die Getreidesilo-Zellen und die Getreidereinigung, im Längsbau an der Straße die Mühlenräume und östlich die Mischräume mit Mehl- und Kleiesilozellen.

„Der Getreidesilo besteht aus 26 gleich großen rechteckigen Zellen und zwei größeren Zellen, welche durch Eisenbetonwände voneinander getrennt sind und zur Aufnahme von Weizen bzw. Roggen dienen. Die beiden Endzellen sowie 3 Paare daran anstoßende kleine Zellen sind vom EG durch alle Geschosse geführt, während die übrigen jeweils immer nur durch 2 Geschosse führen. […] Der 14zellige Mehl- und Kleiesilo reicht vom 1. OG, in welchem sich die Trichter befinden, durch das 2. und 3. OG und 2,0 m in das Dachgeschoß hinein. Er wird durch 6 Quer- und eine Längstrennwand in 14 [rechteckige] Zellen geteilt. […] Das vierzellige Mehlsilo besteht aus vier gleich großen rechteckigen Zellen, deren Trichter im Erdgeschoß des Mischraums liegen. Die Wände des Silos beginnen von der Decke über dem Erdgeschoß und reichen durch das 1., 2. und 3. OG und zwei Meter in das Dachgeschoß.“

An der Ostecke wurde 1913 ein Bürohaus im Stil eines ländlichen Einfamilienhauses gebaut. In den folgenden Jahren gab es kleinere Änderungen und Umbauten. Als 1937 der dreigeschossige Getreidespeicher von 1879/1880 abbrannte, wurde er 1939/40 durch einen achtgeschossigen Eisenbetonbau von 20 cm Wandstärke mit Ziegelverblendung ersetzt, der sich an traditionelle Speicherbauten der Hanse anlehnt. Auf einer Grundfläche von 18,60 Meter × 32,10 Meter erreicht er bei einer Traufhöhe von 20 Metern eine Firsthöhe von 34,40 Meter. Das heute als Hoteltrakt dienende Gebäude hat ein dreigeschossiges Steildach mit Biberschwanz-Deckung und hatte ursprünglich nur an den Giebelseiten Fenster, die Geschosse vortäuschten. Im Inneren konnten in 24 Betonsilozellen 7000 Tonnen Schwergetreide gelagert werden. Die vom NS-Regime betriebenen Kriegsvorbereitungen sahen auch die Lagerung großer Brotgetreide-Vorräte vor, sodass der Speicherbau an der Humboldtmühle nach der Planung durch Architekt Erich Kitzing im Gleitschalverfahren beschleunigt voranging. Zwischen der Erteilung des Bauscheins im April 1939 und der Rohbauabnahme vergingen nur fünf Monate, die Gebrauchsabnahme des Gebäudes erfolgte Mitte 1940. Der Bau wurde erstellt von der Firma Gleitbau Klotz & Co., die maschinelle Einrichtung – Annahme- und Fördereinrichtungen (horizontal wie vertikal), Sackelevator, Sackrutsche durch alle Geschosse, Hebe- und Verteilungseinrichtungen, Verwiegungs- und Reinigungsmaschinen, Trocknungs- und Begasungsanlage bei Kornkäferbefall – stammte von der Firma MIAG Mühlenbau. Der Speicher erhielt ein Bollwerk an der Wasserseite für die Anlieferung per Schiff, das 1946 mit gerammten Stahlträgern verstärkt wurde; die Entladung erfolgte mit einer pneumatischen Sauganlage. Mit der Getreidereinigung im Mühlengebäude war der Speicher durch einen unterirdischen Förderkanal verbunden.
Nach dem Zweiten Weltkrieg wurde das östlich nach Tegel hin gelegene Bürohaus erweitert und um ein zwei- bis dreigeschossiges Büro-, Werkstatt- und Sozialgebäude an der Südostecke ergänzt. Nachdem 1961 die Dampfmaschine stillgelegt und der Betrieb auf Elektroantrieb umgestellt worden war, wurde das Maschinenhaus von 1906 abgerissen und durch ein 19 Meter hohes 20-zelliges Mehlsilo ersetzt, das mit einem flachen Pultdach an den Mehlspeicher von 1912 anschloss; der Architekt war Erich Kitzing. Es ermöglichte die lose Verladung des Mehls in Behälterwagen, wie sie inzwischen von den Brotfabriken gewünscht wurde. Das Silo wurde 1980 bei einer schweren Mehlexplosion im Dachbereich schwer beschädigt und musste – nun ohne Fenster im Dachbereich – gründlich instand gesetzt werden. 1979/1980 erfolgte die westliche Erweiterung des großen Getreidesilos um eine Kapazität von 4960 Tonnen, die in 16 Stahlsilos à 310 Tonnen Fassungsvermögen gelagert werden konnten.

### Neugestaltung 1989–1992
Den Auftrag zum Umbau nach dem Erwerb der Anlage durch Ernst Freiberger erhielt das Architekturbüro Karl-Heinz D. Steinebach und Friedrich Weber, die in den Jahren 1989 bis 1992 das Mühlengebäude von 1912/1913, das monolithisch wirkende Getreidesilo von 1939/1940 und das Beamtenwohnhaus von 1848 restaurierten und mit neuer Architektur ergänzten. Andere kleinere Gebäude und der Schornstein wurden abgerissen.
Es erstand neu ein sechsgeschossiger kubusförmiger Baukörper aus Beton-Fertigteilen mit vorgesetztem rotem Ziegelmauerwerk und einer als Point de vue aufgesetzten Rotunde in der Sichtachse der Berliner Straße. Die Rotunde in gleicher Traufhöhe wie das Getreidesilo ist eine Ortbetonkonstruktion, die mit einer Glasfassade, gehalten von einer Pfosten-Riegel-Konstruktion aus Aluminium, verkleidet ist. Der Kubus hat zwei dreigeschossige Flügel: einen kurzen zum See hin, der in einem Hallenbad- und Saunabereich endet, und einen längeren, mittig abgeknickten zur Karolinenstraße hin, der an dieser Seite in einem fünfgeschossigen Querbau endet. Der Rhythmus der Fenster nimmt die Struktur der Mühlengebäude auf. An der Seite des Tegeler Fließes, gegenüber dem Getreidesilo, liegt eine geschützte Terrasse, die zum Restaurant im Erdgeschoss gehört. Zur Stadt- und Parkseite ist eine markante Stadtkante entstanden, die mit der gegenüberliegenden, 1989 eröffneten Humboldt-Bibliothek den Landschaftsraum prägt.

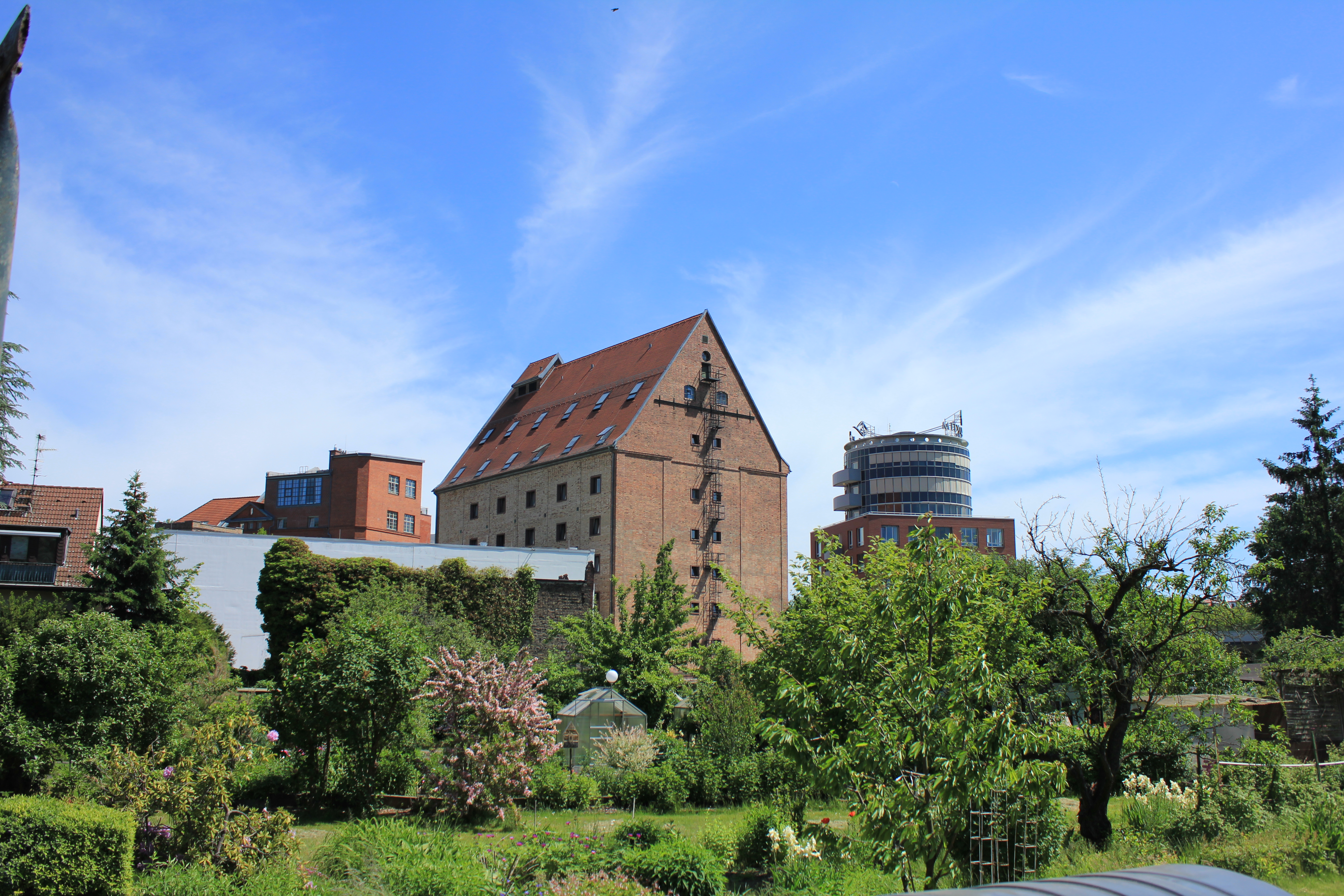
Blick von Südwesten auf das ehemalige Getreidesilo von 1939/1940 und die Rotunde von 1989–1992

Das Getreidesilo erhielt in aufwändiger Arbeit eine neue, funktionale Innenkonstruktion, es wurden Decken quer zu den Siloröhren eingezogen und quadratische Fensteröffnungen in die Betonfassade geschnitten, hinter die die Kastenfenster ohne Sprossen gesetzt wurden. Das Raster der 77 Hotelzimmer (heute: Klinikzimmer) von vier auf fünf Metern entspricht der vormaligen Zellenstruktur des Silos. Weitere 30 Zimmer entstanden in einem neuen dreigeschossigen westlichen Anbau zum Beamtenwohnhaus hin, mit dem er eine reizvolle Hofsituation bildet. Die Saugvorrichtungen östlich am Silo, mit denen die Kähne entladen wurden, blieben zur Erinnerung an die ursprüngliche Nutzung des Mühlenkomplexes erhalten. Mit den anderen Gebäuden ist es über einen geschlossenen Glasgang verbunden, mit dem das Tegeler Fließ überquert wird.
Die Hauptzufahrt zur Rezeption führt von der Straße An der Mühle auf die Rotunde zu. Das frühere Kessel- und Maschinenhaus, die spätere Heizzentrale im südlichen Hofbereich, wurde abgerissen und durch einen zweistöckigen Baukörper ersetzt, der mit der hofseitigen Fassade, der Giebelgestaltung und der Profilstruktur an die vorherige Industriearchitektur erinnert. Die beiden Giebelseiten sind jedoch als Glas-Stahl-Struktur in Gebäudehöhe neu gestaltet und machen deutlich, dass es sich um eine Rekonstruktion handelt. Es entstand eine Hofsituation, in der sich in wechselnden Sichtachsen beständig Altbaukanten und neue Bauteile überschneiden.

## FachklinikMedical Park Berlin Humboldtmühle
Seit Februar 2009 befindet sich in den Gebäuden am Tegeler Fließ die Medical Park Berlin Humboldtmühle. Sie gehört zur Unternehmensgruppe Medical Park, die vom Bauherrn und Investor der Humboldtmühle, Ernst Freiberger, betrieben wird. Zum Unternehmen gehören Kurkliniken überwiegend in Bayern.
Die Medical Park Humboldtmühle ist eine Fachklinik für Neurologie, Orthopädie und Innere Medizin/Kardiologie, außerdem ein Schlaganfallzentrum mit acht Intensivbetten.
Das Gebäude an der Straße An der Mühle mit den Seitenflügeln entlang des Tegeler Fließes wird als Humboldthaus bezeichnet. Es enthält die Rezeption, Therapie- und Verwaltungsräume und eine Radiologische Praxis. Das benachbarte Beamtenwohnhaus ist die Villa Schinkel mit Büros für die Verwaltung und die ärztliche Leitung. Der Bereich mit den Patientenzimmern im Getreidesilo und dem angebauten Neubau heißt nach dem Humboldt’schen Hauslehrer Joachim Heinrich Campe Campehaus, der östliche Neubauriegel Stefan-Hesse-Haus (postum nach dem ehemaligen Chefarzt benannt, davor Liebermannhaus) mit dem Schlaganfallzentrum und im Erdgeschoss dem Restaurant und der Bäder- und Wellnessabteilung (Königin-Luise-Bad).